# Elektromagnetisches Feld
Elektromagnetisches Feld ist eine zusammenfassende Bezeichnung für elektrische und magnetische Felder, die miteinander verknüpft sind. Nach den Gesetzen der klassischen Elektrodynamik beeinflussen sich elektrisches und magnetisches Feld, wenn sie zeitlich nicht konstant sind und können dann nicht mehr separat betrachtet werden.
Während ein stationäres elektrisches oder magnetisches Feld an seine Quelle gebunden ist, kann sich ein veränderliches elektromagnetisches Feld von seinem Ursprung entfernen. Es breitet sich in Form einer elektromagnetischen Welle im Vakuum mit Lichtgeschwindigkeit aus und überträgt dabei Energie und Impuls.

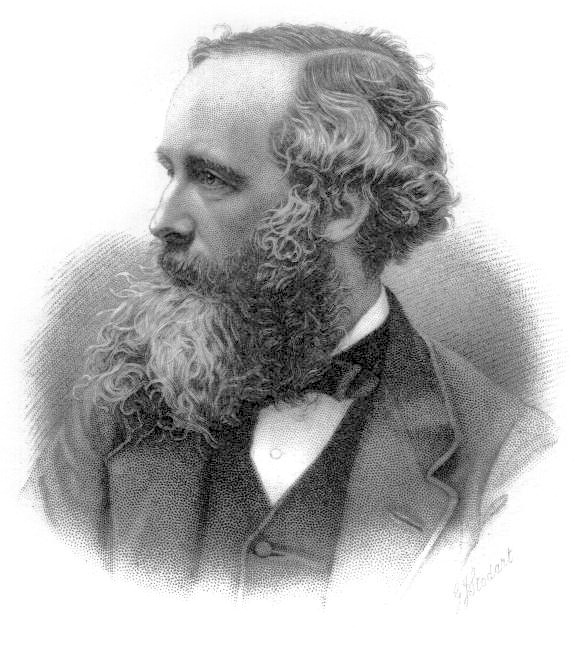
James Clerk Maxwell

## Hintergrund
Elektrische und magnetische Felder sind mehr als nur eine mathematische Beschreibung der Kraftwirkung von ruhenden und bewegten elektrischen Ladungen auf andere Ladungen („Feldlinien“). Seit den Experimenten Faradays und der mathematischen Beschreibung durch Maxwell weiß man, dass ihnen eine reale physikalische Bedeutung zukommt und sie unabhängig von elektrischen Ladungen und Strömen existieren können. Nach dem Induktionsgesetz führen zeitliche Änderungen eines Magnetfeldes zu einem elektrischen Wirbelfeld; umgekehrt führen zeitliche Änderungen des elektrischen Feldes (Verschiebungsstrom) zu einem Magnetfeld. Bei zeitlich variierenden Feldern ist daher eine separate Beschreibung der Felder durch die Gesetze der Elektrostatik und Magnetostatik nicht mehr möglich, man muss sie als Einheit behandeln – als elektromagnetisches Feld. Dabei gelten die komplexeren Gesetze der Elektrodynamik, beschrieben durch die Maxwell-Gleichungen.
Zeitlich veränderliche elektromagnetische Felder entstehen durch beschleunigte oder verzögerte Bewegung elektrischer Ladungen außerhalb oder innerhalb von Leitern. Hierzu gehören Rundfunkwellen oder Radarwellen, die von Antennen abgestrahlt werden, generell elektromagnetische Emissionen von Kabeln mit Wechselstrom und elektrischen Geräten, Blitze und Funken.
Maxwell konnte aus seinen Gleichungen ableiten, dass in Gebieten des Raumes, in denen weder Ladungen noch Ströme auftreten, alle Komponenten der elektrischen und magnetischen Felder durch eine Wellengleichung, beschrieben werden müssen. Elektromagnetische Wellen werden durch ihre Frequenz {\displaystyle \nu } charakterisiert. Unabhängig von der Frequenz haben sie im Vakuum stets die gleiche Phasengeschwindigkeit {\displaystyle c}, die Lichtgeschwindigkeit genannt wird. Die Wellenlänge {\displaystyle \lambda } hängt mit {\displaystyle \nu } und {\displaystyle c} über die Beziehung
{\displaystyle \lambda ={\frac {c}{\nu }}}
zusammen.
Aus der klassischen Elektrodynamik ergibt sich, dass elektromagnetische Wellen Energie übertragen. Nach den Gesetzen der Quantenphysik geschieht dies in diskreten Quanten mit der Energie
{\displaystyle E=h\cdot \nu ={\frac {h\cdot c}{\lambda }}},
wobei {\displaystyle h} die Planck-Konstante ist. Diese Energie„portionen“ sind im Bereich von Wechselstrom und Radiowellen unmessbar klein; zum sichtbaren Licht hin und darüber hinaus hingegen macht sich die Quantelung bemerkbar. Die klassische Elektrodynamik ist dann nur noch bedingt anwendbar.
Mit Ausnahme des sichtbaren Teils des Spektrums elektromagnetischer Wellen, der Licht genannt wird, besitzt der Mensch keine dedizierten Sinnesorgane, um elektrische Felder, magnetische Felder oder elektromagnetische Wellen wahrzunehmen.
Folgendes Bild gibt eine Übersicht über das gesamte elektromagnetische Spektrum.

## Niederfrequente Felder
Im elektromagnetischen Spektrum sind die niederfrequenten elektrischen und magnetischen Felder im Frequenzbereich zwischen etwa 1 Hertz und 100 Kilohertz angesiedelt. Im Gegensatz zu hochfrequenten elektromagnetischen Feldern treten bei niederfrequenten Feldern deutlich weniger Richtungswechsel des elektrischen Feldes und des magnetischen Feldes auf.
Im Alltag treten niederfrequente elektrische und magnetische Felder in folgenden Bereichen auf:
- Stromversorgung (z. B. Hochspannungsleitungen), Frequenz 50 Hz
- Haushaltsgeräte und Elektroinstallationen im Haus
- elektrifizierte Verkehrssysteme wie Eisenbahnen, Frequenz 16,7 Hz

## Hochfrequente Felder
Durch den Einsatz moderner Funktechnologien entstehen in der Umwelt des Menschen hochfrequente elektromagnetische Felder.
Im elektromagnetischen Spektrum sind die hochfrequenten elektromagnetischen Felder im Frequenzbereich zwischen etwa 100 Kilohertz und 300 Gigahertz angesiedelt. Im Gegensatz zu niederfrequenten Feldern wechseln bei hochfrequenten Feldern sowohl das elektrische Feld als auch das magnetische Feld zwischen zigtausend und mehreren Milliarden Mal in der Sekunde ihre Richtung. Demzufolge besteht eine sehr enge Kopplung von magnetischer und elektrischer Komponente.
Hochfrequente elektromagnetische Felder werden zur Übertragung von Bild, Ton und Daten in folgenden modernen Kommunikationsmitteln genutzt:
- Rundfunk und Fernsehen
- Schnurlose Telefone (DECT)
- Mobilfunk
- Babyphone
- Wireless LAN (WLAN) und Bluetooth zur Vernetzung von Computern untereinander und mit Peripherie-Geräten
- Polizei und Feuerwehr nutzen ein eigenes Funknetz TETRA zur Kommunikation über größere Entfernungen.

## Elektromagnetische Felder am Arbeitsplatz
Die Exposition von Beschäftigten gegenüber elektromagnetischen Feldern an Büroarbeitsplätzen durch die dort vorhandenen Elektrogeräte (Computer, Bildschirme) ist wegen der geringen Feldstärken vernachlässigbar. Bei anderen Feldquellen, z. B. an Anlagen zum induktiven Härten und Schmelzen oder an hochfrequenten Schweißeinrichtungen, treten wesentlich höhere Frequenzen und Feldstärken auf, die einer fachkundigen arbeitssicherheitstechnischen Betrachtung zu unterliegen haben.
Die Ergebnisse der Berechnung oder Messung elektromagnetischer Felder am Arbeitsplatz bilden die Basis für die Beurteilung möglicher Gefährdungen für die Beschäftigten am Arbeitsplatz und zur Festlegung entsprechender Schutzmaßnahmen. Arbeitsplätze von Beschäftigten mit passiven oder aktiven Implantaten müssen bei der Gefährdungsbeurteilung grundsätzlich gesondert betrachtet werden.
Der evidenzbasierte Forschungsbericht „Elektromagnetische Felder am Arbeitsplatz“ bietet weiterführende Informationen zu den physikalischen und physiologischen Hintergründen der Exposition gegenüber elektromagnetischen Feldern.
Eine initiale technische Bewertung der vorliegenden Arbeitsplatzbelastungen kann mit dem Fragebogen „EMF-Bewertung“, basierend auf dem Leitfaden der EU-Kommission, durchgeführt werden. Eine Empfehlung der weiteren Vorgehensweise und eventuelle Schutzmaßnahmen lassen sich dann entsprechend der Richtlinie 2013/35/EU aussprechen.

## Historie
Der deutsche Physiker Heinrich Hertz konnte 1888 die von James Clerk Maxwell in seinem Artikel Eine dynamische Theorie des elektromagnetischen Feldes theoretisch vorausgesagte elektromagnetische Welle experimentell nachweisen. Im Februar 1892 schrieb Sir William Crookes unter dem Titel Some Possibilities of Electricity: „Es ergibt sich hier die Möglichkeit einer Telegraphie ohne Drähte.“ Der Engländer Preece demonstrierte das 1896 in London mit Hilfe eines Marconischen Senders und Empfängers.
Weitere Personen, die an der Erforschung des elektromagnetischen Wechselfeldes und der elektromagnetischen Welle beteiligt waren:
- 1890: Édouard Branly, Physiker und Chemiker – Paris
- 1890: Sir Oliver Lodge, Professor – England
- 1894: Professor Augusto Righi, Universität Bologna – Vorlesung über elektromagnetische Wellen
- 1894: Guglielmo Marconi (1874–1937), Universität Bologna – Teilnehmer an der Vorlesung
- 1895: Alexandr Popow – 250 m drahtlose Übertragung zwischen Sender u. Empfänger
- 1896: Guglielmo Marconi (geb. 1874) – britisches Patent (Nr. 12039) auf dem Gebiet der drahtlosen Telegraphie[6]
- 1882: William Henry Preece, Faraday
- 1897: William Henry Preece, Faraday, Adolf Slaby – 5,5 km Funkverbindung
- 13. Mai 1897: Geburtsstunde der drahtlosen Telegraphie
- 1901: Guglielmo Marconi (geb. 1874) – überbrückt den Atlantik per Funk